# کیم تونگ جونگ
کیم تونگ جونگ (انگلیسی: Kim Tong-jeong; – ۱ ژانویهٔ ۱۲۷۳) یک ژنرال اهل گوریو بود.

## طی شورشسانبتسوشو
بعد از اینکه به جونگ سون در سال ۱۲۷۱ در جزیره جیندو به دست نیروهای متحد طرفداران مغول گوریو و مغول کشته شد، کیم تونگ جونگ و شمار اندکی از ارتش سانبتسوشو از جزیره جیندو فرار کرده و به جزیره تامنا (جزیره ججودو کنونی) پناه بردند. او بعد از آن نیز به مخالفت با دودمان یوآن ادامه داد. در سال ۱۲۷۳، دولت کره ای گوریو با کمک قوای مغولی توانست شورشیان را شکست دهد و در نتیجه او خودکشی کرد، اگرچه برخی از داستان ها در مورد وی در جزیره ججودو بر این موضوع دلالت دارند که تونگ جونگ توسط شخصی به نام کیم بنگ کیونگ به قتل رسیده و بعدها همسرش سوزانده و کشته شده است.